# 李興
李 興（り こう、生没年不詳）は、中国西晋に仕えた政治家である。別名は安。字は雋碩。犍為郡武陽県の出身。父は蜀漢・西晋に仕えた李密。兄は李賜、弟は李盛ら。

## 経歴
六人兄弟の次男として生まれ、兄弟はみな優秀であり六龍と称された。李興は文才に優れ、益州刺史羅尚に召されて州の別駕従事となった。羅尚が李特の反乱によって攻撃されると、李興は荊州刺史鎮南将軍劉弘に救援を求める使者として遣わされた。劉弘に請われてそのもとに留まり、参軍となった。羅尚は部下を奪われたことを非難し劉弘に李興を返すように求めた。
永興年間には太傅掾を務めており、劉弘が隆中に赴いた際、蜀漢の丞相諸葛亮故宅を訪ね、李興にその事跡を称える碑文を作るように命じた。また晋の征南大将軍羊祜が没したのち当時の襄陽の百姓たちは羊祜が日ごろ親しんでいた峴山という場所に石碑と廟を建て、季節ごとに供物を捧げて祭った。その石碑を読めば涙を流さぬ者はなく、そのことから晋の鎮南大将軍杜預は「堕涙碑」と名付けた。その碑文は李興が書いたものであった。当時の人々は二つの碑文の巧妙さをたたえ、その才能に感服したのであった。この羊公碑は唐の襄陽出身の詩人孟浩然が何度か詩に詠んでおり、また李白も「君見ずや、晋朝羊公が一片の石」と詠じている。後に太傅参軍に遷った。